# Беджихув (Нижньосілезьке воєводство)
Беджихув (пол. Biedrzychów) — село в Польщі, у гміні Стшелін Стшелінського повіту Нижньосілезького воєводства.
Населення — 236 осіб (2011).
У 1975-1998 роках село належало до Вроцлавського воєводства.

## Демографія
Демографічна структура станом на 31 березня 2011 року:
|          | Загалом | Допрацездатний вік | Працездатний вік | Постпрацездатний вік |
| -------- | ------- | ------------------ | ---------------- | -------------------- |
| Чоловіки | 115     | 28                 | 75               | 12                   |
| Жінки    | 121     | 19                 | 71               | 31                   |
| Разом    | 236     | 47                 | 146              | 43                   |